# Periaptodes paratestator
Periaptodes paratestator är en skalbaggsart som beskrevs av Stefan von Breuning 1980. Periaptodes paratestator ingår i släktet Periaptodes och familjen långhorningar. Inga underarter finns listade i Catalogue of Life.